# Vavřinec Hradilek
Vavřinec Hradilek, född den 10 mars 1987 i Prag, Tjeckien, är en tjeckisk kanotist.
Han tog OS-silver i K-1 i slalom i samband med de olympiska kanottävlingarna 2012 i London.